# 山田五郎 (ダンサー)
山田 五郎（やまだ ごろう、1907年1月22日 - 1968年12月21日）は、東京出身の日本の舞踊家。
能楽を学んだ後、渡欧して西洋舞踊を学び、帰国後は創作舞踊の分野で活動した。
娘に舞踊家の山田奈々子。息子に俳優・歌手の山田真二。

## 経歴
桜間金太郎（後の櫻間弓川）の下で金春流の能楽を学ぶ。1924年、築地小劇場で岩村和雄からリトミックを学んだのを契機として、西洋の舞踏に関心を寄せるようになり、1926年に菊池寛、芥川龍之介、久米正雄、里見弴、土方与志、小山内薫らの支援を受けて洋行した。アメリカ合衆国では、早川雪洲や三浦環と共演する機会をもった。バリ滞在中には、藤田嗣治の仲介により、オデオン座で上演された岡本綺堂の『修善寺物語』に出演した。
1928年に帰国して、山田五郎舞踊研究所を設立。以降、能楽の主題に西洋舞踊の要素を盛り込んだ新作舞踊などを発表し、「能ダンス」、「モダン能」などと称された。
戦後は、高田せい子とともに高田せい子・山田五郎舞踊研究所を組織して、日比谷公会堂でファンタスチック・バレエと銘打った『湖底の夢』の公演を行ったのを皮切りに、『石像と花と女』、『海のバラード』などを高田とともに振り付けた。
東宝プロデューサーの森岩雄とは遠縁にあたり、山田も準所属として東宝映画に出演することもあった。息子の真二も山田の勧めで松竹から東宝へ移籍しており、娘の奈々子も東宝映画『モスラ』に出演している。
1959年には、ウィーンで開催された世界平和友好祭舞踊コンクールの審査員を務めた。
山田は、全日本舞踊協会（後の全日本芸術舞踊協会〜現代舞踊協会の前身）の理事長、副会長を歴任し、1968年に紫綬褒章を受章した。
山田は、1968年に肝硬変で死去し、葬儀は全日本芸術舞踊協会葬として執り行われた。墓所は冨士霊園。